# Puerto Sussex
Puerto Sussex (en inglés Port Sussex) es una ensenada y pequeño paraje en las Islas Malvinas. Está situado al oeste de la Isla Soledad, en la costa norte de la Bahía de Ruiz Puente del Estrecho de San Carlos, el tramo de agua que divide la Isla Soledad con la Isla Gran Malvina. En la ensenada desagüa el arroyo del Pastor, que nace en cercanías del Cerro Alberdi.
Las Montañas Sussex, ubicadas al norte de la ensenada, son una extensión de las Alturas Rivadavia y deben su nombre al puerto.

## Historia

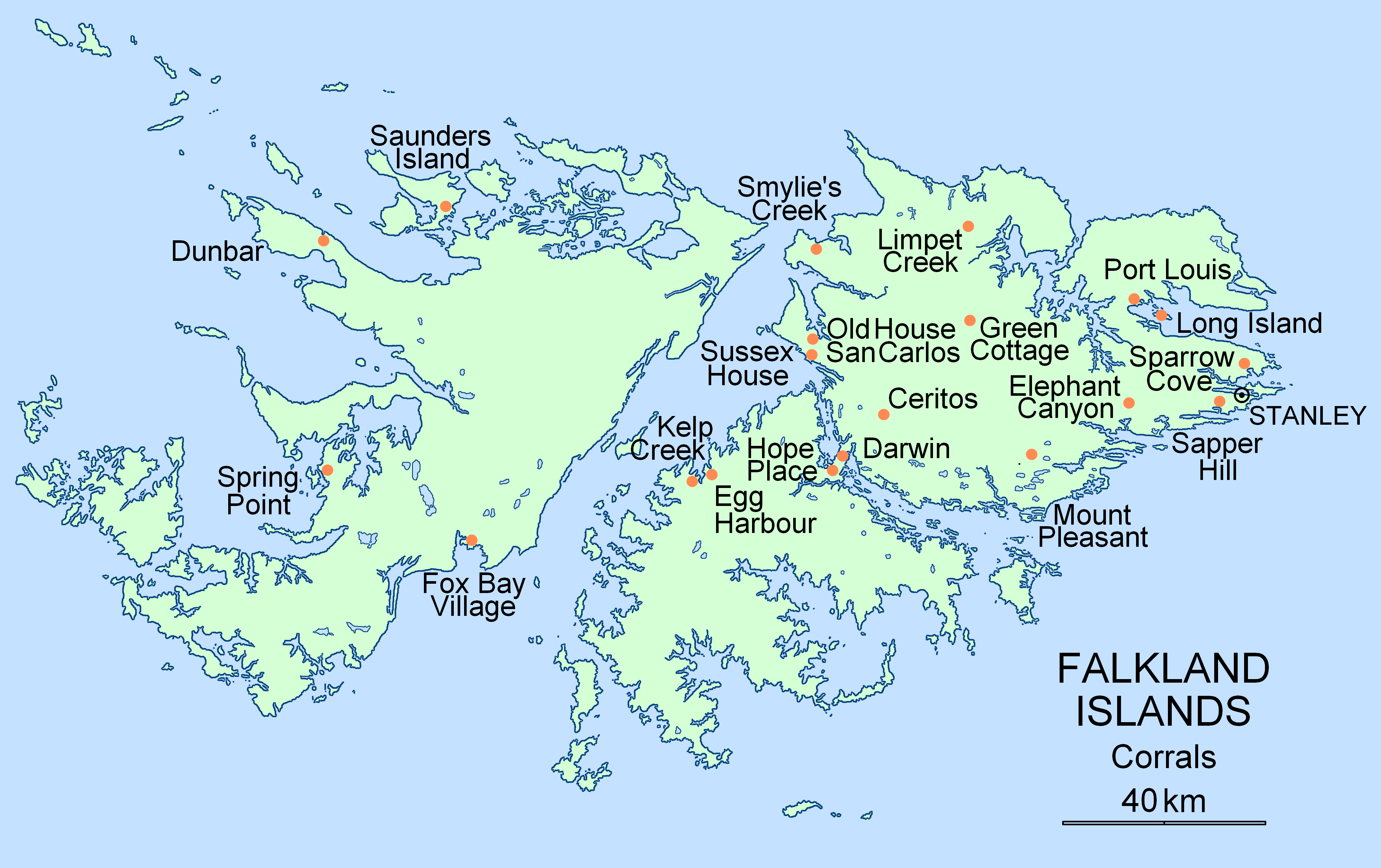
Mapa de los "corrals" (corrales) hechos por los gauchos en las islas. Algunos de ellos conservan el nombre en español.

Aquí funcionó a mediados del siglo XIX, un corral hecho por los gauchos del Río de la Plata llegados a las islas desde la década de 1820.